# YMSC Bluebirds
El YMSC Bluebirds es un equipo de fútbol de Bermudas que juega en la Primera División de Bermudas, la segunda liga de fútbol en importancia en el país.

## Historia
Fue fundado en el año 1940 en la capital Hamilton con el nombre Young Men's Social Club como un club multideportivo en el que destacan su sección de baloncesto tanto en la rama masculina como en la femenina, así como una sección de netball.
En el año 1972 cambiaron su nombre por el que tienen actualmente, y su mejor época ha sido en los años 1960s y 70s donde formaron parte de la Liga Premier de Bermudas, de donde lograron tres títulos de liga, así como cuatro títulos de copa.

## Palmarés
- Liga Premier de Bermudas: 3

1963/64, 1964/65, 1965/66
- Copa FA de Bermudas: 3

1962/62, 1963/64, 1964/65